# Alessandro Lamberti
Alessandro Lamberti detto "Jolly" (Roma, 9 dicembre 1964) è un arrampicatore, preparatore atletico e guida alpina italiano.
È stato il primo italiano a salire una via d'arrampicata di difficoltà 9a, con la via Hugh (di Fred Roughling, 1993) nella valle delle Eaux-Claires, Francia, nel 2001.
Svolge l'attività di preparatore atletico e ha scritto un libro sulle metodologie di allenamento per l'arrampicata sportiva intitolato "JollyPower".

## Biografia
Nel 1974, a 10 anni, inizia a scalare con il padre alpinista. Segue alcuni corsi del Club Alpino Italiano e nel 1983 diventa istruttore di alpinismo presso la scuola di alpinismo Paolo Consiglio della sezione di Roma del CAI. Nel 1989 entra nella nazionale italiana di arrampicata sportiva e vi resta per quattro anni. Ha partecipato a tre tappe della Coppa del mondo lead di arrampicata (11º, 35º, 53º) e al Rock Master 1989 (5º nella prova velocità).
Svolge dal 1994 la professione di guida alpina ed è istruttore di arrampicata sportiva presso la scuola di arrampicata da lui stesso fondata nel 1998 a Roma.

### Falesia
Nel 1986, all'età di 22 anni, sale il suo primo 8a: una via dal nome Il Ricordo del tempo che si trova nella falesia di Sperlonga, nel Lazio.
Due anni dopo scala il suo primo 8b, La rose et le vampire a Buoux, Francia. Dopo 6 anni, nel 1994 sale il suo primo 8c: La via Il corvo a Ferentillo.
Nel mese di ottobre del 2001, all'età di 37 anni, diventa il primo italiano ad aver superato una via di difficoltà 9a, con Hugh, via del francese Fred Rouhling del 1993, nella valle delle Eaux-Claires in Francia. Nel 2004 sale un altro 9a, la via Bain De Sang, a Saint-Loup in Svizzera.
Al 2011 ha salito oltre 50 vie di difficoltà superiore a 8b.

### Alpinismo
- 1984: via Bonatti al Grand Capucin
- 1985: via Comici alla Cima grande di Lavaredo
- 1985: via Tempi Moderni, parete sud della Marmolada
- 1985: via Estasi, parete sud della Marmolada, prima ripetizione
- 1985: via Olimpo, parete sud della Marmolada, prima ripetizione
- 1985: via Messner, parete sud della Marmolada
- 1985: via Don Chisciotte, parete sud della Marmolada
- 1985: via La Mancha, parete sud della Marmolada
- 1985: via Cavalcare la tigre, Corno Piccolo, prima ripetizione
- 1992: via Attraverso il Pesce, parete sud della Marmolada
- 1992: via Fram, parete sud della Marmolada, prima invernale
- 1994: Sperone Walker, Grandes Jorasses
- 1994: via Gabarrou-Long, pilastro rosso del Brouillard
- 2006: The Nose, El Capitan
- 2008: via Lost temple Spires, Montagne Rocciose